# Doowella wanungarae
Doowella wanungarae är en insektsart som beskrevs av Evans 1966. Doowella wanungarae ingår i släktet Doowella och familjen dvärgstritar. Inga underarter finns listade i Catalogue of Life.